# Brachyuromys
Brachyuromys är ett släkte i underfamiljen Madagaskarråttor (Nesomyinae) med två arter.
Arterna är:
- Brachyuromys betsileoensis förekommer på östra Madagaskar, den listas av IUCN som livskraftig (LC).
- Brachyuromys ramirohitra har ett lite större utbredningsområde i samma region, är livskraftig.

## Beskrivning
Dessa gnagare påminner om sorkar. De når en kroppslängd (huvud och bål) av 14 till 18 cm, en svanslängd av 6 till 10,5 cm och en vikt mellan 85 och 105 gram. Pälsens färg på ryggen varierar mellan brun, röd och svart. Undersidan har en rödaktig färg. Den mörka svansen är bara glest täckt med hår och öronen är inte nakna.
Arterna vistas i 900 till 2 400 meter höga bergstrakter. Där hittas dem vanligen i regioner som är täckt av gräs och bladvass. Brachyuromys kan vara aktiva på dagen och på natten. De delar sitt revir med långsvanstanrekar (Microgale) och introducerade råttor (Rattus) utan synlig konkurrens. Brachyuromys ramirohitra är även vanlig i skogar.